# Таскаево (Искитимский район)
Таскаево — деревня в Искитимском районе Новосибирской области. Входит в состав Шибковского сельсовета.

## География
Площадь деревни — 30 гектар

## Население
| 2002 | 2007 | 2010 |
| ---- | ---- | ---- |
| 271  | ↗299 | ↘247 |

## Инфраструктура
В деревне по данным на 2007 год функционируют 1 учреждение здравоохранения.